# Gol Transportes Aéreos
Gol Linhas Aéreas Inteligentes S.A., действующая как Gol (B3: GOLL3, B3: GOLL4), — бюджетная авиакомпания Бразилии со штаб-квартирой в городе Сан-Паулу, выполняющая регулярные и чартерные пассажирские авиаперевозки по аэропортам страны и за её пределы.
Перевозчик владеет торговой маркой «Varig» обанкротившейся в 2005 году старейшей авиакомпании Бразилии.
В соответствии с отчётом Национального агентства гражданской авиации Бразилии в 2009 году доля пассажирских перевозок Gol/Varig в стране составила 41,37 % на внутренних маршрутах и 13,40 % на международных рейсах по показателю перевезённых пассажиров на километр дистанции. В ноябре 2010 года указанные показатели для внутренних и международных авиаперевозок составили 39,78 % и 12,23 % соответственно.
В качестве главных транзитных узлов (хабов) авиакомпания использует Аэропорт Конгоньяс/Сан-Паулу, Международный аэропорт Бразилиа и Международный аэропорт Галеан. Основными пунктами назначения в маршрутной сети Gol помимо главных хабов являются Международный аэропорт Танкреду Невес, Международный аэропорт Салгаду Филью, Международный аэропорт имени Луиса-Эдуарду-Магальяйнса, Международный аэропорт Сан-Паулу/Гуарульос и Аэропорт Сантос-Дюмон.
Акции авиакомпании торгуются на фондовой бирже Сан-Паулу и нью-йоркской фондовой бирже, на которых имеют полное наименование «GOL Linhas Aéreas Inteligentes S.A.».

## История
Авиакомпания Gol Linhas Aéreas Inteligentes была основана в 2000 году и начала операционную деятельность 15 января следующего года. Компания создавалась в качестве дочернего подразделения конгломерата «Grupo Áurea» со штаб-квартирой в штате Минас-Жерайс, в сфере производственных интересов которого находилась наземная транспортная инфраструктура. В частности, холдинг являлся владельцем крупнейшей в стране автобусной компании, осуществлявшей пассажирские перевозки на дальние расстояния. «Grupo Áurea» представлял собой бизнес бразильской семьи Константину, несколько последних десятилетий входившей в список самых богатых семей страны. В 2004 году услугами авиакомпании Gol Linhas Aéreas Inteligentes воспользовались более 11,6 миллионов человек, вследствие чего пассажирооборот компании составил около 20 % от всего рынка пассажирских воздушных перевозок в Бразилии.

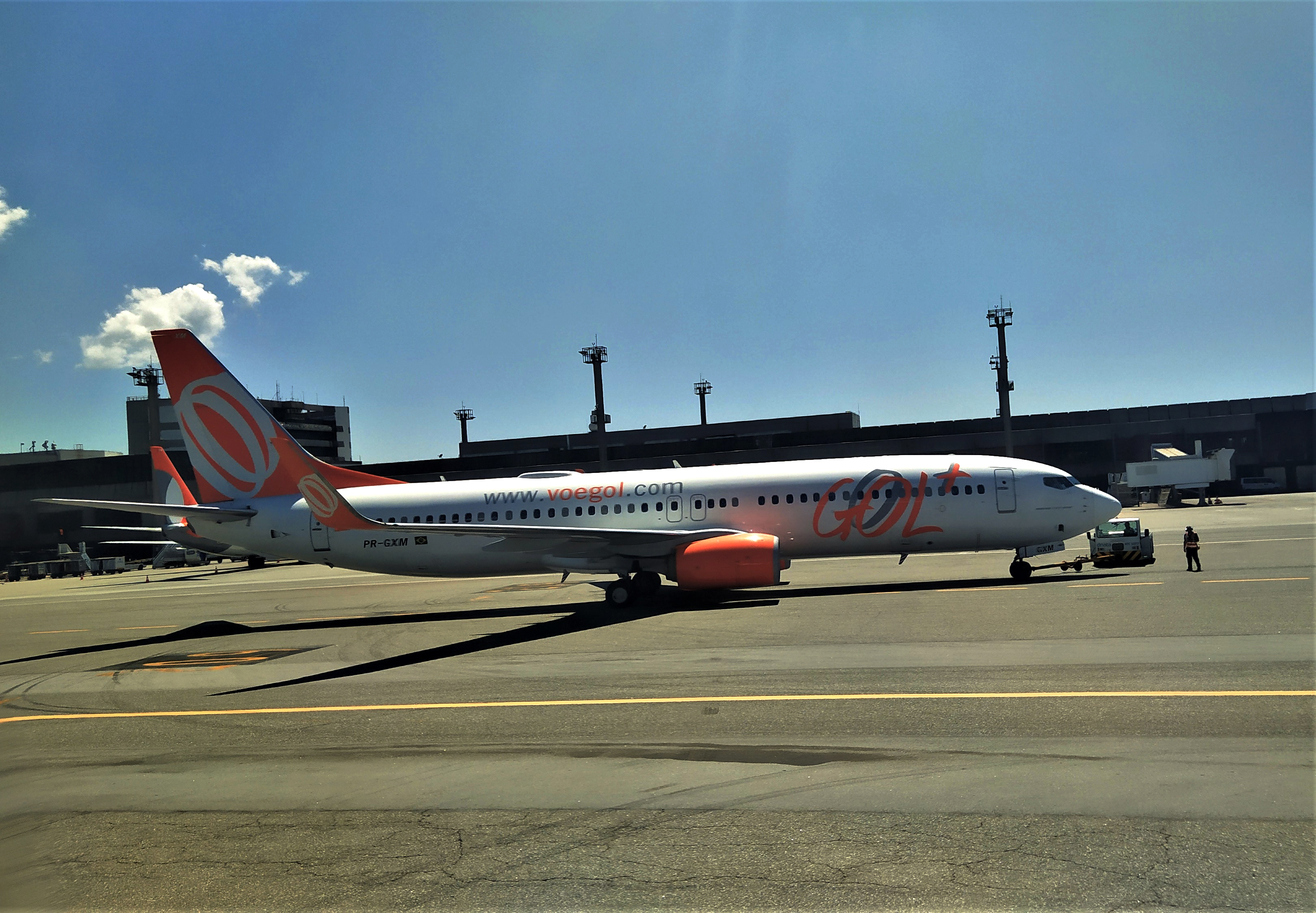
Boeing 737-800 авиакомпании Gol

24 июня 2004 года авиакомпания Gol провела процедуру публичного размещения акций на фондовой бирже Сан-Паулу и Нью-Йоркской фондовой бирже, в результате которой 77 % собственности авиаперевозчика перешли под контроль инвестиционного холдинга «AeroPar Participações», 17,6 % осталось у самого предприятия и 5,4 % акций выкупила крупнейшая в США страховая компания American International Group. Рост акций авиакомпании в течение года привёл к тому, что семья Константину в 2005 году вошла в список семей-миллиардеров по версии журнала Forbes. По состоянию на март месяц 2007 года штат перевозчика насчитывал 5456 сотрудников.
Согласно предварительному соглашению в 2007 году между Gol и флагманской авиакомпанией Португалии TAP Portugal должен был быть подписан код-шеринговый договор, по которому бразильский перевозчик получал бы бронированные блоки пассажирских мест на ряде рейсов в европейские аэропорты, а португальская компания — соответственно блоки мест на рейсах по аэропортам Бразилии. В силу ряда причин, главной из которых явилось будущее партнёрство по глобальному авиаальянсу пассажирских перевозок Star Alliance, «TAP Portugal» не пошла на подписание код-шеринга с Gol и заключила аналогичное соглашение с флагманом Бразилии TAM Airlines (TAM Linhas Aéreas).

Логотип подразделения «Varig»

28 марта 2007 года Gol Linhas Aéreas Inteligentes приобрела подразделение «VRG Linhas Aéreas», которое составляло крупнейшую часть активов обанкротившейся авиакомпании Varig. Данная компания официально владела торговой маркой (брендом) «Varig» и неофициально называлась «Новый Varig». Сумма сделки составила 320 миллионов долларов США, значительная часть из которой составляла стоимость всемирно известного бренда бывшей крупнейшей коммерческой авиакомпании Бразилии. Остальная часть активов Varig попала под процедуру защиты от банкротства в соответствии с постановлением суда.

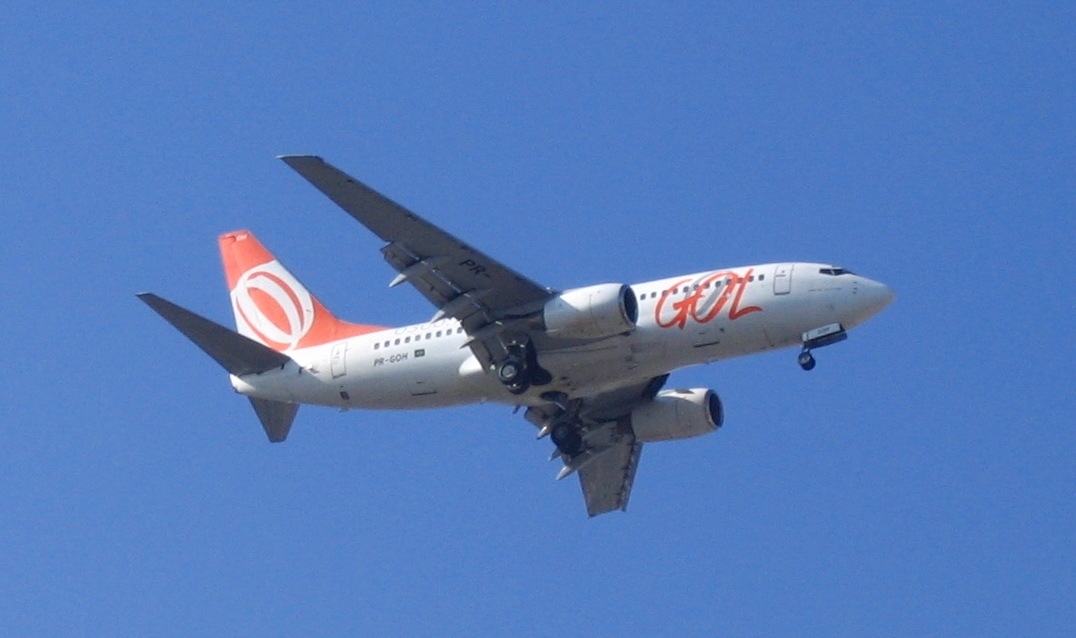
Boeing 737-700 авиакомпании Gol Linhas Aéreas Inteligentes

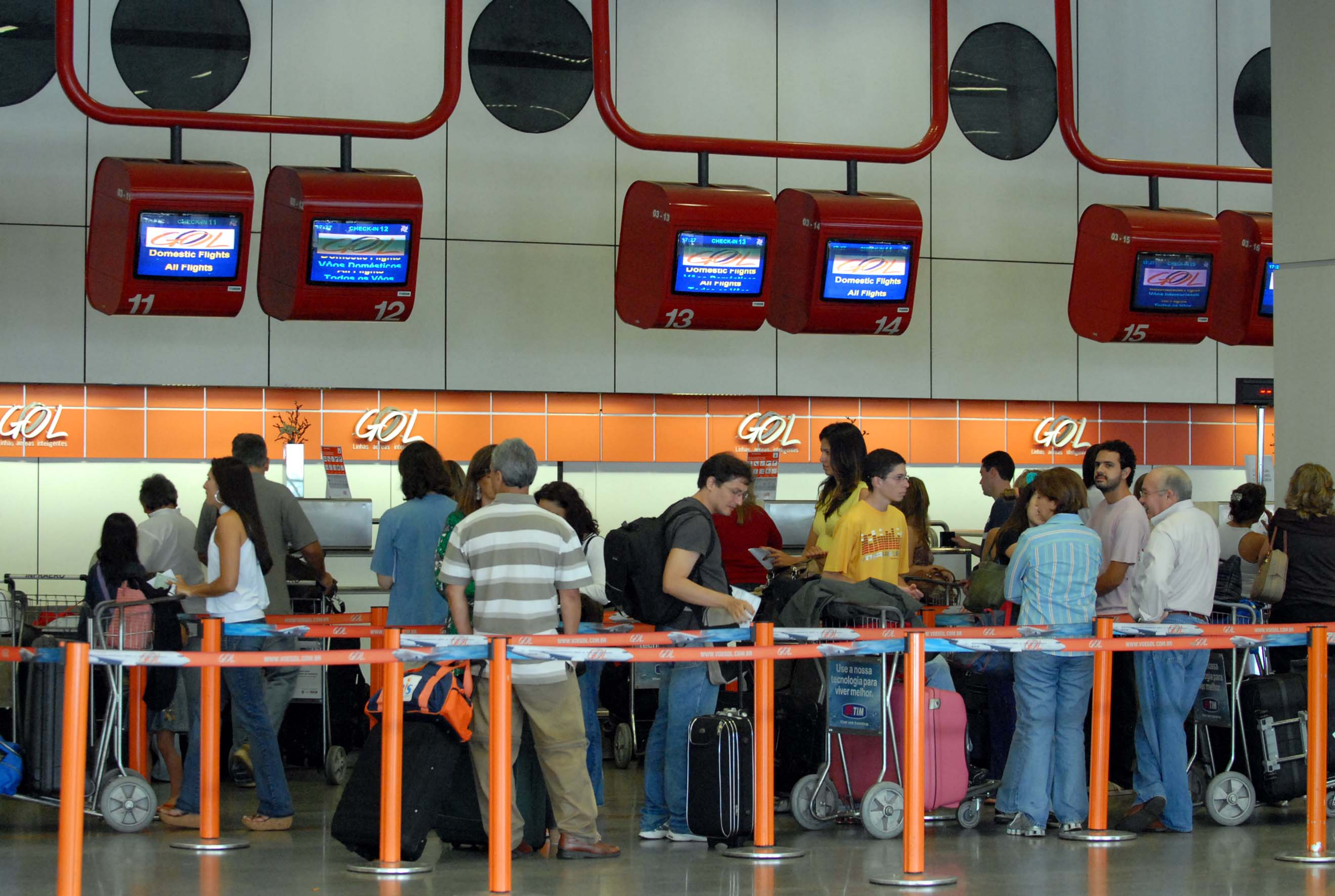
Стойки регистрации Gol Linhas Aéreas Inteligentes в Международном аэропорту Бразилиа

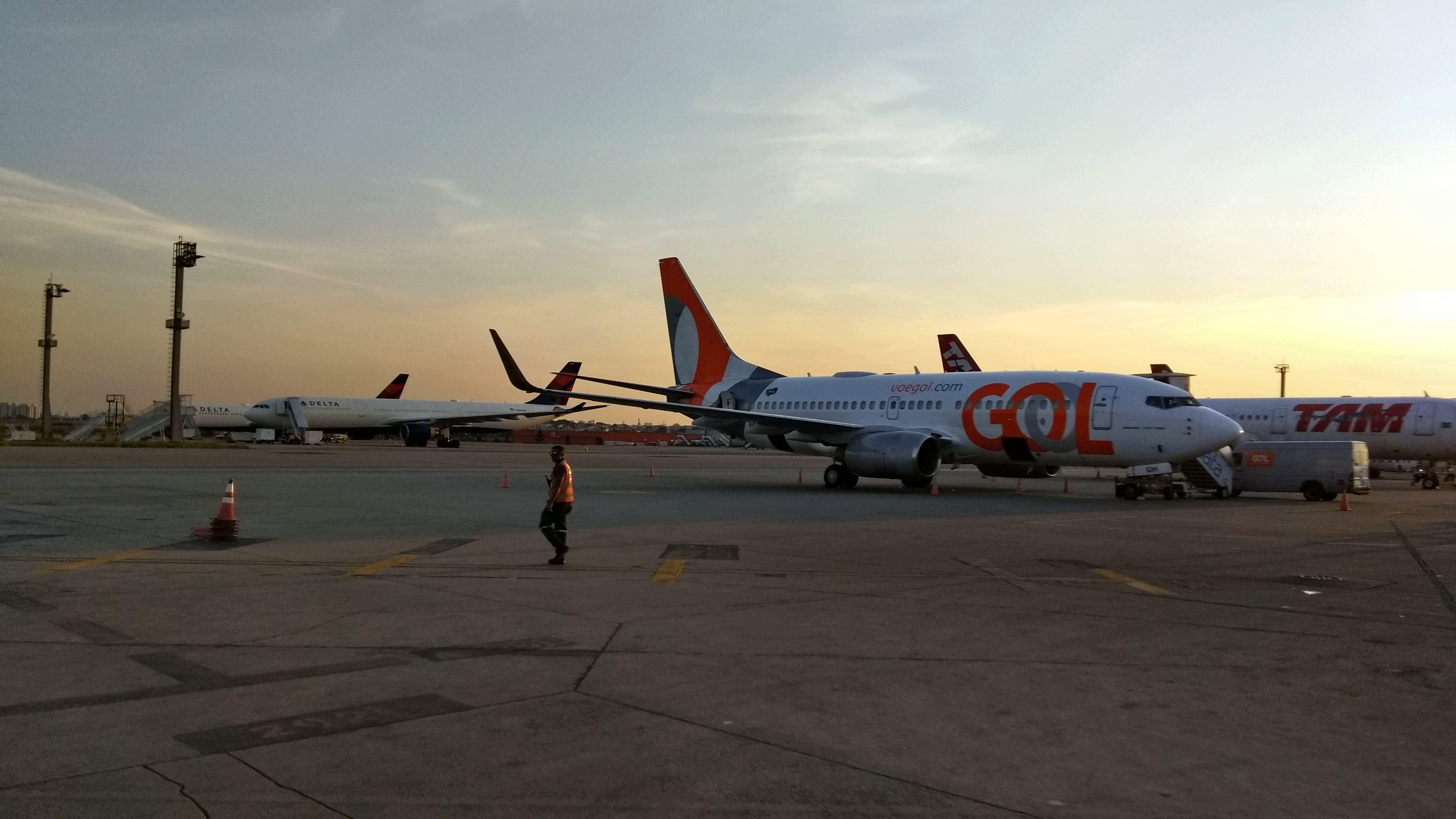
Boeing 737-800 GOL Linhas Aereas Inteligentes в аэропорту Гуарульюс, Сан-Паулу, Бразилия

После приобретения бренда руководство Gol объявило о том, что все ранее совершавшиеся под брендом «Varig» коммерческие операции в дальнейшем будут продолжены именно под этой торговой маркой, а не под текущей «VRG Linhas Aéreas». Для реализации в полном объёме этой концепции необходимо было выделить все операции, которые продолжали выполняться в оставшихся филиалах обанкротившейся компании Varig, в отдельную структуру и передать её под контроль Gol. Для этого потребовалось выплатить ещё 98 миллионов долларов наличными, направленных на приобретение части неголосующих акций в компаниях Varig Logística и «Volo Group», за 24 млн долларов США ставших в июне 2006 года собственниками указанных филиалов. Сделка, однако, не затронула основные операции авиакомпании-преемника Flex Linhas Aéreas (неофициально известной, как «Старый Varig»), которая продолжала деятельность с использованием известного бренда вплоть до своего полного банкротства в середине 2010 года.
В 2009 году завершилось окончательное слияние авиакомпаний Gol и «VRG Linhas Aéreas». В настоящее время управляющая компания «VRG Linhas Aéreas» оперирует с двумя торговыми марками («Gol» и «Varig»), но выполнение пассажирских рейсов обоих брендов осуществляется под кодом бронирования Gol и с использованием её позывных ИАТА и ИКАО. Бренд «Varig» применяется на регулярных и чартерных международных авиалиниях средней протяжённости в аэропорты стран Южной Америки и Карибского бассейна, а также на дальнемагистральных направлениях в аэропорты стран Северной Америки, Европы и Африки. При этом, первая группа направлений обслуживается самолётами Boeing 737-700, вторая группа — самолётами Boeing 767-300ER. Салоны всех лайнеров, работающих под брендом «Varig», сконфигурированы в одноклассной компоновке салонов экономического класса. Перевозки под брендом Gol занимают подавляющую часть операций в маршрутной сети компании, пассажирские салоны всех самолётов Gol также представляет собой вариант полного экономкласса.
Согласно ряду обязательств, подписанному в период между 2006 и 2009 годами, «Новый Varig» (VRG Linhas Aéreas) был обязан обеспечивать не менее 140 часов полётного времени для выполнения регулярных рейсов в пользу «Старого Varig» (Flex Linhas Aéreas). Таким образом, часть рейсов под брендом Gol на самом деле выполнялась в режиме фрахта авиакомпании Flex Linhas Aéreas. Данные соглашения действовали вплоть до банкротства «Старого Varig» 20 августа 2010 года.
24 февраля 2010 года руководство Gol Linhas Aéreas Inteligentes объявило о возможном вступлении в глобальный альянс пассажирских перевозок Oneworld. Данный шаг предполагался, как ответный вступлению прямого её прямого конкурента (TAM Airlines) в другой альянс Star Alliance. Тем не менее, 6 октября того же года авиакомпания заявила о расторжении всех предварительных договорённостей с Oneworld и о дальнейшей незаинтересованности во вступлении в какие-либо альянсы, за исключением заключения прямых код-шеринговых соглашений с отдельными авиаперевозчиками.
16 апреля 2016 года генеральный директор альянса SkyTeam Перри Кантарутти заявил о том, что альянс рассматривает возможность принятия Gol Linhas Aéreas Inteligentes и индийскую Jet Airways свой состав. Вместе с тем, обе авиакомпании к этому времени не выразили никакого желания вступать в SkyTeam.

## Флот
В июле 2021 года флот GOL Transportes Aéreos состоял из 126 самолетов, средний возраст которых 11,4 лет:

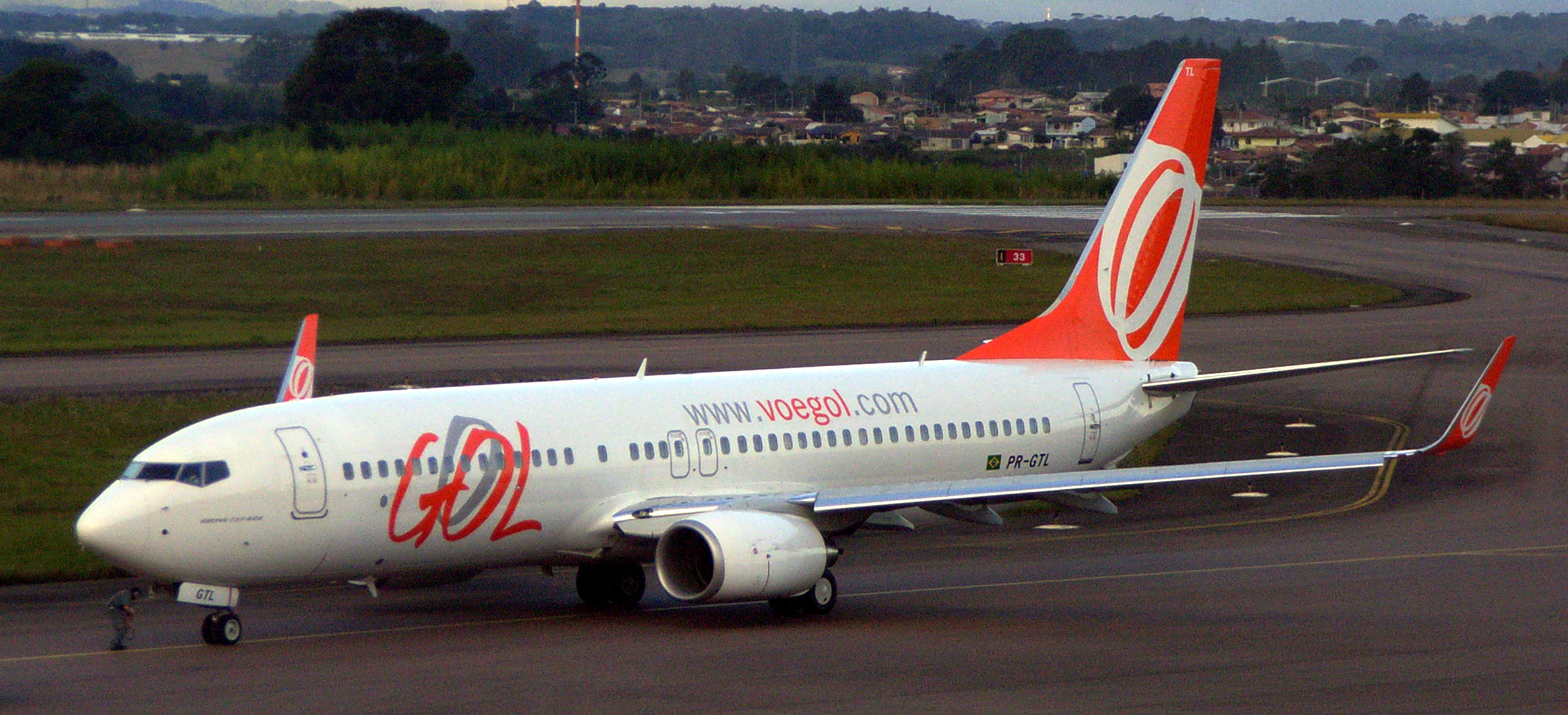
Boeing 737—800 VRG Linhas Aéreas в ливрее «Gol»

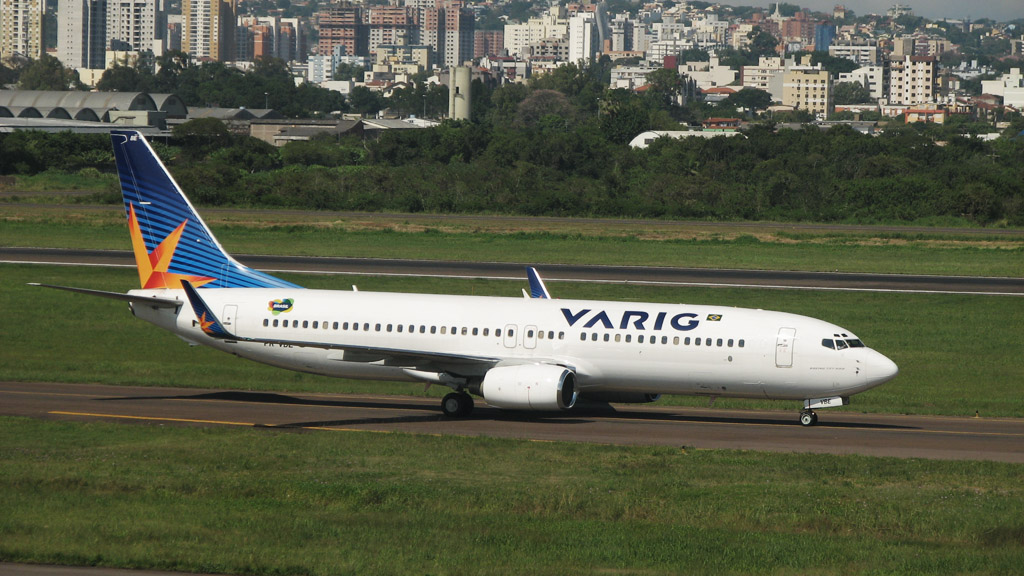
Boeing 737—800 VRG Linhas Aéreas в ливрее «Varig»

## Партнёрские соглашения
- Aeromexico
- Air France
- American Airlines
- Copa Airlines
- Delta Air Lines
- Iberia
- KLM
- Emirates

## Авиапроисшествия и несчастные случаи
- 20 декабря 2003 года. Самолёт Boeing 737-76N (регистрационный номер PR-GOO), выполнявший регулярный рейс 1756 Аэропорт Конгоньяс/Сан-Паулу — Международный аэропорт имени министра Витора Кондера, при совершении посадки в аэропорту назначения в тёмное время суток и в плохих метеоусловиях (сильный дождь) выкатился за пределы взлётно-посадочной полосы и врезался в бетонную стену. Из 143 пассажиров и 6 членов экипажа пострадавших не оказалось, самолёт восстановлению не подлежал и был списан[17].
- 29 сентября 2006 года. Самолёт Boeing 737—800 SFP (регистрационный номер PR-GTD), выполнявший регулярный рейс 1907 Международный аэропорт Манауса имени Эдуарду Гомеша (Манаус) — Международный аэропорт Галеан (Рио-де-Жанейро) с промежуточной посадкой в Бразилиа, столкнулся с частным лайнером Embraer Legacy 600, следовавшим на той же высоте. Boeing 737 упал в джунглях, врезавшись в землю с большой вертикальной скоростью. Погибли все 154 человека на борту. Частный самолёт в повреждённом состоянии приземлился в аэропорту города Сьерра-ди-Качимбу[18][19][20][21].